# Creditreform
Die Unternehmensgruppe Creditreform agiert als Wirtschaftsauskunftei sowie als Inkassodienstleister und ist in weiteren Geschäftsfeldern tätig.

## Geschichte
Creditreform wurde am 9. März 1879 in Mainz von einer Gruppe von 25 kleinen Gewerbetreibenden und Händlern als Verein Barzahlung Mainz mit dem Ziel gegründet, keinem Kunden mehr Kredit zu geben, der einem Vereinsmitglied etwas schuldet. Der Verein änderte bereits am 9. August 1879 den Namen in Verein Creditreform zum Schutze gegen schädliches Creditgeben. Als neue Vereinsziele wurde Schutz der Mitglieder gegen den Missbrauch des Kredits, Unterstützung beim Einzug von Außenständen, Reform der Kreditverhältnisse und vor allem eine sichere Auskunftserteilung durch ein Netzwerk mit anderen Kreditvereinen auf dem Prinzip der Gegenseitigkeit definiert. Kurz nach der Gründung gab es in Deutschland 15 voneinander unabhängige Vereine nach der gleichen Idee, die sich 1883 unter Dachorganisation Verband der Vereine Creditreform e. V. (VVC) zusammenschlossen.
Seit 1928 gehören beispielsweise Angaben zum Jahresumsatz, Bilanzkennzahlen, Anzahl der Beschäftigten und die Kapitalausstattung zur Auskunft, um Gewerbetreibenden und Unternehmen eine Bonitätsprüfung zu ermöglichen. In dieser Zeit führte Creditreform ein einheitliches Auskunftsschema ein. 1947 zog der VVC aus dem sowjetisch besetzen Leipzig nach Neuss um. Nach dem Ölpreisschock 1973 und dem Ende der festen Wechselkurse im internationalen Zahlungsverkehr änderte sich das Aufgabengebiet der Organisation in die Früherkennung von Kreditrisiken. 1979 wurden die ehemals nur regional vorhandenen Datenbestände in einer zentralen Datenbank zusammengefasst. Seit 1990 werden auch Privatpersonen mit ihrer Bonität bewertet.
Zwischen 2009 und 2011 erbrachte Creditreform Auskünfte zu Kreditentscheidungen im mittleren und hohen Risikobereich, aber auch Auskünfte für Bonitätsprüfungen bei geringen Risiken. Weitere Inhalte sind Angaben zur Ausfallwahrscheinlichkeit eines Unternehmens, zu Beteiligungen und Funktionen der Beteiligten sowie zum Unternehmensstatus und zur Unternehmenshistorie. Ein wesentliches Merkmal der Bonitätsauskünfte ist der Bonitätsindex, anhand dessen die Ausfallwahrscheinlichkeit von Forderungen bemessen wird.
Seit Februar 2011 fasst Creditreform den Bonitätsindex mit weiteren Produktformate der Unternehmensauskunft zusammen. Dazu wurde die Berechnungsmethode und die Informationsgrundlage für den Bonitätsindex weiterentwickelt.
Für die Zahlungsabwicklung im E-Commerce stellt Creditreform CrefoPay zur Verfügung, in dem eine Bonitätsbewertung und ggf. eine Überleitung in das Inkasso enthalten sind. Mit CrefoTrust bietet Creditreform seit 2021 außerdem digitale Identitätsnachweise.
Am 3. März 2025 gab Creditreform bekannt, dass es mit Experian eine Kooperationsvereinbarung unterzeichnet hat, die unter anderem den Verkauf der eigenen Wirtschaftsauskunftei Boniversum an Experian vorsieht.

## Struktur
Die grundsätzliche Struktur von Creditreform hat sich seit 1879 kaum geändert. Ein Unternehmen ist nicht Kunde bei Creditreform, sondern Mitglied bei einem der lokalen Vereine Creditreform. Die Geschäfte dieser eingetragenen Vereine werden von Betriebskommanditgesellschaften geführt. Alle Vereine Creditreform sind unter dem Dach des Verbandes der Vereine Creditreform e. V. mit Sitz in Neuss zusammengeschlossen.

### Hauptsitz
Seit Januar 2020 arbeiten der Verband der Vereine Creditreform sowie die Tochtergesellschaften in einem gemeinsamen Bürogebäude am Hamfelddamm in Neuss.

### Vereine und Geschäftsstellen
2020 existierten in Deutschland 128 regionale Vereine Creditreform, die 131.000 Mitgliedsunternehmen als Mitglieder führen. International zählt Creditreform 161 Geschäftsstellen und 160.300 Mitgliedsunternehmen in Europa, China und der Türkei.

### Landesgesellschaften
Die Landesgesellschaften in Österreich, Bulgarien, Schweiz, Tschechien, Estland, Kroatien, Serbien, Ungarn, Ukraine, Italien, Litauen, Luxemburg, Lettland, Polen, Rumänien, Russland, Slowenien, Slowakei, Großbritannien, Türkei und China bilden die Creditreform International-Gruppe. Hierdurch sind Auskünfte auch über Unternehmen aus diesen Ländern möglich.

### Tochtergesellschaften
2001 wurde mit der Creditreform AG eine Holdinggesellschaft gegründet, die weitere zur Unternehmensgruppe gehörende Betriebe unter einem Dach vereinigt. Als Tochtergesellschaft sind zu nennen:
- beDirect GmbH & Co. KG bietet als Joint Venture von Creditreform und Bertelsmann Adressdaten und Datenservices für B2B-Unternehmen an.
- Creditreform Compliance Services GmbH: Fragestellungen rund um Datenschutz und Compliance.
- Creditreform Rating AG: Bonitätseinschätzungen von Staaten, Banken und Unternehmen.
- Microm Micromarketing-Systeme und Consult GmbH: Daten und Auswertungen für Standort- und Zielgruppenanalysen sowie Neukundengewinnung.

Weitere Unternehmen der Creditreform Gruppe:
- accredis Inkasso GmbH & Co. KG
- Crefo Factoring Gesellschaften
- Ecofis GmbH

## Geschäftsfelder
Das Spektrum im Auskunftsbereich gliedert sich zunächst in Unternehmensinformationen und Privatpersonenauskünfte. Die Auskünfte zu Privatpersonen basieren auf einer Datenbank mit rund 120 Millionen personenbezogenen Datensätzen zu fast 61 Millionen Bundesbürgern.

### Unternehmensinformationen
Im Bereich der Unternehmensinformationen stellt Creditreform Informationen über die Bonität und Finanzstruktur sowie das Umfeld von Unternehmenskunden zur Verfügung. Seit Anfang 2023 wird dieses Angebot ergänzt um Informationen zu Nachhaltigkeit (ESG). Das Spektrum reicht hier vom einfachen Handelsregistereintrag bis hin zum Unternehmensrating. Die Wirtschaftsauskünfte lassen sich in verschiedenen Bereichen nutzen. So ermöglichen sie die Identifikation bonitätsstarker Kundenpotenziale und die risikoadäquate Konditionierung von Geschäftsbedingungen. Gleichzeitig erfüllen Wirtschaftsauskünfte eine Frühwarnfunktion für relevante Veränderungen der Kunden- oder Lieferantenbonität durch Monitoring.
Basis Wirtschaftsauskünfte ist die Kombination aus öffentlich verfügbaren Daten und recherchierten und bewerteten Informationen. Eine eigene Unternehmensdatenbank, enthält Daten zu rund 5 Millionen Unternehmen.
Creditreform bietet Leistungen aus den Bereichen Forderungsmanagement und Inkasso an. Die angebotenen Leistungen reichen von der Mahnung im Namen des Gläubigers über die gerichtliche Geltendmachung bis zur Überwachung des erwirkten Titels. Über die Crefo Factoring Gesellschaften bietet Creditreform Unternehmen auch den Kauf von Forderungen aus Lieferungen und Leistungen an.  
Die Online-Unternehmensdatenbank "FirmenWissen", die ab 2004 zusammen mit der Verlagsgruppe Handelsblatt betrieben wurde, wurde eingestellt und ins Kundenportal eingegliedert.

### Bonitätsprüfung Privatpersonen
Ein weiteres Geschäftsfeld der Creditreform-Gruppe war die Bonitätsprüfung von Privatpersonen. Die Boniversum GmbH lieferte, ähnlich wie die Schufa, Unternehmen Bonitätsinformationen über Konsumenten. Die Boniversum GmbH wurde 1997 als Unternehmen der Creditreform Gruppe mit Sitz in Neuss gegründet und war bis 2025 100%iges Tochterunternehmen der Creditreform AG.
2025 wurde die Boniversum GmbH an Experian verkauft.

## Kritik
In der Hörfunksendung Mittagsmagazin berichtete der Westdeutsche Rundfunk in seinem Programm WDR 2 am 11. November 2008 unter der Überschrift Fragwürdige Doppelrolle über die Creditreform. Der WDR kritisierte, dass die „Creditreform ihre Doppelrolle als Bonitätsauskunft und Inkassobüro ausnutzt, um die Verbraucher einzuschüchtern“. Das Unternehmen verweist in diesem Zusammenhang auf die Bestimmungen des Bundesdatenschutzgesetzes (BDSG), die regeln, dass nur unter festgelegten Voraussetzungen Informationen zu Zahlungsverzögerungen für die Auskunftserteilung genutzt werden dürfen.
In dem Studienbericht Verbraucherinformation Scoring, erstellt von der GP Forschungsgruppe im Auftrag des Bundesministeriums für Ernährung, Landwirtschaft und Verbraucherschutz vom Juni 2009, wird unter anderen Auskunfteien auch Creditreform erwähnt. Ziel des Projektes war anhand von 100 Testpersonen „zu ermitteln, in welcher Weise und in welchem Ausmaß Konsumentendaten bei Auskunfteien fehlerhaft gespeichert sind und aus dieser Kenntnis heraus Strategien zu entwickeln, die zu einer Verbesserung der Verbraucherinformation beitragen.“
Der Bericht führt bezüglich der CEG Creditreform (seit April 2012: Creditreform Boniversum GmbH) auf, dass 5 % der überprüften bei der CEG Creditreform gespeicherten Konsumentendaten falsch gewesen seien.
Die Mehrzahl der Creditreform-Auskünfte (58 %) geben angeblich nur Identifikationsdaten wieder, das heißt die Informationen, die der Auskunftssuchende selbst an Creditreform übermittelt hat (Alter und Adresse). Der Anfrager füttert somit mit seiner Anfrage de facto die Datenbank der Auskunftei, wenn er eine Auskunft haben will. Scoring-Werte sind den Testpersonen in keinem Fall mitgeteilt worden, heißt es.
Des Weiteren wurde am Beispiel ermittelt, dass in der Praxis eine Sperrung strittiger Daten durch die CEG Creditreform jedoch nicht erfolgt sei. Auch den Wunsch nach Löschung dieser Information lehnte die CEG Creditreform immer mit dem Hinweis ab, dass die Information in dieser Form übermittelt worden und daher nicht von CEG Creditreform löschbar sei. Dieses Vorgehen wird in den FAQ der CEG Creditreform auch bestätigt. In dem im Bericht geschilderten Fall verweigerte wiederum der Datenlieferant die Löschung aus formalen Gründen, womit letztendlich die Löschung unmöglich schien. Der Bericht folgert, dass hier zukünftig eine eindeutigere Verfahrensweise angestrebt werden sollte und Regelungsbedarf gegeben ist.
Für die Schweiz muss für den Handelsregisterauszug einer Unternehmung, welcher grundsätzlich überall gratis gefunden wird, auf der Creditreform-Homepage Firmenwissen.de über 10 Euro plus Mehrwertsteuer bezahlt werden.